# النسوية في ألمانيا
بدأت النسوية في ألمانيا كحركة حديثة أثناء فترة حكم الإمبراطور فيلهلم الثاني (1888- 1918) عندما قامت نساء ومجموعات مؤيدة لحقوق المرأة بالضغط على مجموعة من المؤسسات، من جامعات ومؤسسات حكومية، لفتح أبوابها للنساء. تُوِّجت هذه الحركة بمنح النساء الحق في الاقتراع عام 1919. كما ضغطت المجموعة الأخيرة من الناشطين النسويين لزيادة حقوق المرأة.

## التاريخ

### الفترة الممتدة بين العصور الوسطى وبداية العصر الحديث
تمتد الجذور الأولى للنسوية في ألمانيا إلى حياة النساء اللواتي تحدين الأدوار التقليدية للنساء والرجال في مرحلة العصور الوسطى. منذ بدايات العصور الوسطى وأثناء القرن الثامن عشر، أوكل القانون الألماني النساء بمناصب تجعلهن خاضعات للرجال ومرتبطات بهم. جعل القانون السالي، الذي تعتمد عليه قوانين الأراضي في ألمانيا، النساء في وضع سيئ فيما يتعلق بحقوق الملكية والميراث. احتاجت الأرامل الألمانيات إلى وصي ذكر لتمثيلهن في المحكمة. وعلى عكس قانون الأنغلو ساكسون أو القانون القوطي، استبعد القانون السالي المرأة من الخلافة الملكية. اعتمد الوضع الاجتماعي على الأدوار العسكرية والبيولوجية أيضًا، وهذا واقع أُثبت في الطقوس المرتبطة بالمواليد الجدد، إذا كانت قيمة المولودات من الإناث أقل بكثير من قيمة المواليد الذكور. كما تم التغاضي عن استخدام العنف ضد الزوجات في القوانين البافارية حتى القرن الثامن عشر.
تركت بعض النساء من ذوات النفوذ بصمتهن أثناء العصور الوسطى، عادة ما كان ذلك يحدث في البلاط الملكي أو الأديرة. كانت هايدغارد بنجين، وجيرترود ذا غريت، وإليزابيث البافارية (1478- 1504)، وآرغولا فون غرومباخ من بين النساء اللواتي سعين إلى تحقيق الاستقلال في مجالات متنوعة مثل الطب، والتأليف الموسيقي، والكتابات الدينية، والسياسات الحكومية والعسكرية.

### عصر التنوير وبدايات القرن التاسع عشر
تأخر الاعتراف بحقوق المرأة في ألمانيا بالمقارنة مع دول أخرى، مثل إنجلترا وفرنسا، والولايات المتحدة، وكندا. لم يتم إقرار القانون الخاص بالمساواة بين الوالدين في ألمانيا حتى قيام الجمهورية الألمانية الاتحادية في القرن العشرين، إذ لم يعدِّل القانون المدني الألماني الذي صدر عام 1900 شيئًا بخصوص ذلك، واعتمد بشكل دقيق على القوانين العامة للولايات البروسية لعام 1794. وتغيرت حقوق التملك بتواتر بطيء أيضًا. في أواخر القرن التاسع عشر، كانت النساء المتزوجات ما يزلن مجردات من حقوق التملك، وتحتجن إلى وصي ذكر ليدير الممتلكات بالنيابة عنهن (كان هناك حالات استثنائية في حال كان الزوج مسجونًا أو غائبًا). كان لأي امرأة ورثت عملًا تجاريًا قائمًا على حرفة ما الحرية في إدارته، لكن لم يُسمَح لها بحضور اجتماعات النقابة، وتوجب عليها إرسال ذكر لتمثيلها، كما اقتضى العرف السائد على أن «الدولة تعترف بالمواطن الذكر لكن لا تعترف بالأنثى».
جلب عصر التنوير إلى إنجلترا وفرنسا وعيًا بالفكر النسوي، وبدا ذلك واضحًا بشكل خاص في أعمال ماري وولستونكرافت. تأخر هذا التطور في المناطق التي يتحدث سكانها اللغة الألمانية. كانت نساء الطبقة العليا في إنجلترا وفرنسا متعلمات وكُنَّ يكتبن أعمالًا نسوية بشكل كبير، تأخر ظهور مجموعة من الكاتبات والناشطات النسويات فيما سيصبح لاحقًا ألمانيا الحديثة. عُزيت أسباب هذه المشكلة إلى أمور كثيرة، مثل المناطق المنشقة، وعدم وجود عاصمة، والانتشار البطيء للروايات والأشكال الأدبية الأخرى في المناطق الناطقة بالألمانية. كانت النساء اللواتي يتمتعن بموهبة أدبية يعملن بشكل منعزل أكثر، لكنهن تركن إرثًا من الرسائل والذكريات التي حظيت بشعبية جديدة مثل شعبية التاريخ الثقافي في العقود الأولى للقرن العشرين.
كانت الأفكار النسوية ما تزال تنتشر، وأصبحت بعض النساء الراديكاليات تتحدثن بصراحة مطلقة عن الترويج لحقوق المرأة. أطلقت صوفي ميرو (رزنامة المرأة) عام 1784. بدأت الحركة النسوية تكسب شعبية في حوالي نهاية القرن التاسع عشر، رغم أنها لم تكن تحتوي على مطالبة قوية بحق المرأة الألمانية بالاقتراع في ذلك الوقت. عارضت بعض النساء العاملات في مجال حقوق المرأة منح المرأة الحق في الاقتراع، وأصبح هذا الموقف أكثر انتشارًا مع حلول القرن العشرين، إذ قلق العديد من الألمانيين بأن يؤدي اقتراع النساء إلى حصول الاشتراكيين على المزيد من الأصوات.

## النسوية في ألمانيا بعد الاتحاد
عند بدايات القرن الواحد والعشرين، لفت تقاطع أشكال التمييز (بالإنجليزية: intersectionality) بين الجماعات الاجتماعية المختلفة انتباه عدد كبير من النسويين والمصلحين الاجتماعيين في ألمانيا ودول أخرى. بعد عقود من المطالبة باعتراف قانوني أكبر بكونهم مواطنين كاملين، كسب العمَّال الوافدين وأولادهم (الذين وُلدوا وترعرعوا في ألمانيا) بعض الإصلاحات على المستوى الوطني في أواخر تسعينيات القرن العشرين. أثناء تلك الفترة، لم تعتبر المجموعات المؤيدة لحقوق المرأة قضية العاملين الوافدين قضية نسوية. كانت هناك أمثلة متفرقة عن جماعات مؤيدة لحقوق المرأة تؤيد حق زوجات العاملين الوافدين بالاقتراع، وتؤيد وجود حقوق إضافية لهن موجودة في مسودة القانون الحكومي عن العمال الوافدين لعام 1998.
قبل عام 1997، كان تعريف الاغتصاب في ألمانيا كالتالي: «يُعاقب من يجبر امرأة على القيام بعلاقة جنسية خارج إطار الزواج معه أو مع طرف ثالث، بالقوة أو بالتهديد الذي يشكل خطرًا على الحياة أو على المرأة، بالسجن لمدة لا تقل عن سنتين». أُجريت تغييرات في قانون الاغتصاب عام 1997، إذ أصبح التعريف أكثر شمولية، ومحايدًا للجنس، وألغى الجزء الذي يستثني حدوث الاغتصاب ضمن إطار الزواج. كان بالإمكان مقاضاة الاغتصاب الزوجي قبل ذلك على أنه «تسبيب الأذى الجسدي» فقط (الباب 223 من القانون الجنائي الألماني)، أو «إهانة» (الباب 185 من القانون الجنائي الألماني)، أو «استخدام التهديد أو القوة لإجبار شخص ما على القيام بفعل ما أو المعاناة منه» (نوتغنغ، الباب 240 من القانون الجنائي الألماني)، وكانت الأحكام مخففة جدًا ونادرًا ما تمت مقاضاة الجناة.
النسوية الشبكية هي عبارة عن مجموعة من الناشطين المؤيدين لحقوق المرأة الذين يتواصلون وينظمون أعمالهم باستخدام شبكات التواصل الاجتماعي، وهو تيار متنامي بين النسويين الأصغر سنًا في ألمانيا. وصلت المنظمة الأوكرانية النسوية (فيمن)، التي تأسست عام 2008، إلى ألمانيا عام 2013، وأُنشأت فروعًا لها في برلين وهامبورغ. في نهاية عام 2012 وبداية عام 2013، أصبح تويتر منبرًا للاحتجاج الجماعي على الأنواع الشائعة من التحرش الجنسي. باستخدام الهاشتاغ (صرخة)، نُشرت أكثر من 100000 تغريدة للاحتجاج على تجارب تحرش شخصية، ما يرفع نسبة الوعي بهذه المشكلة ويزوَد الحملة بتغطية إعلامية محلية وعالمية.
تزايد شغل النساء لمناصب حكومية وعملية في بداية القرن الواحد والعشرين، إذ لعبت المستشارة الألمانية أنجيلا ميركل دورًا رئيسيًا في السياسة الأوروبية. لم تخلو فترة استلام ميركل لهذا المنصب من جدل يخص التشريعات المتعلقة بحقوق المرأة، ففي عام 2013، رفضت اقتراح الاتحاد الأوروبي الذي يحدد نسبة 40% من التمثيل الجنساني في مجالس إدارة الشركات للنساء في جميع الشركات العامة التي ستحتوي على أكثر من 250 عاملًا بحلول عام 2020، لأن ذلك يشكل انتهاكًا لشؤون الدول الأعضاء. تلقت وزيرة العمل الألمانية أورسولا فون دير لاين، المؤيدة لنظام التمثيل الجنساني في إدارة الشركات في ألمانيا، أمرًا مكتوبًا من ميركل «لتغيير موافقة وزارتها على اقتراح الاتحاد الأوروبي، ليظهر مجلس الوزراء صفًا واحدًا ضد مسؤولي الاتحاد الأوروبي في ألمانيا».

## معرض صور

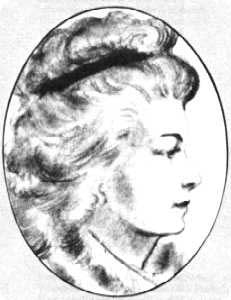
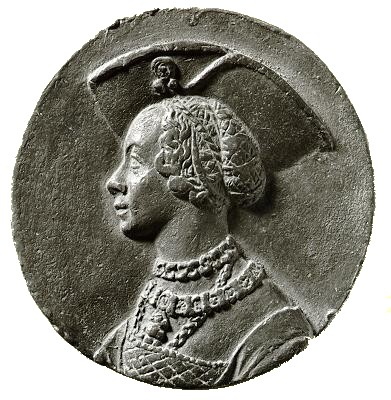
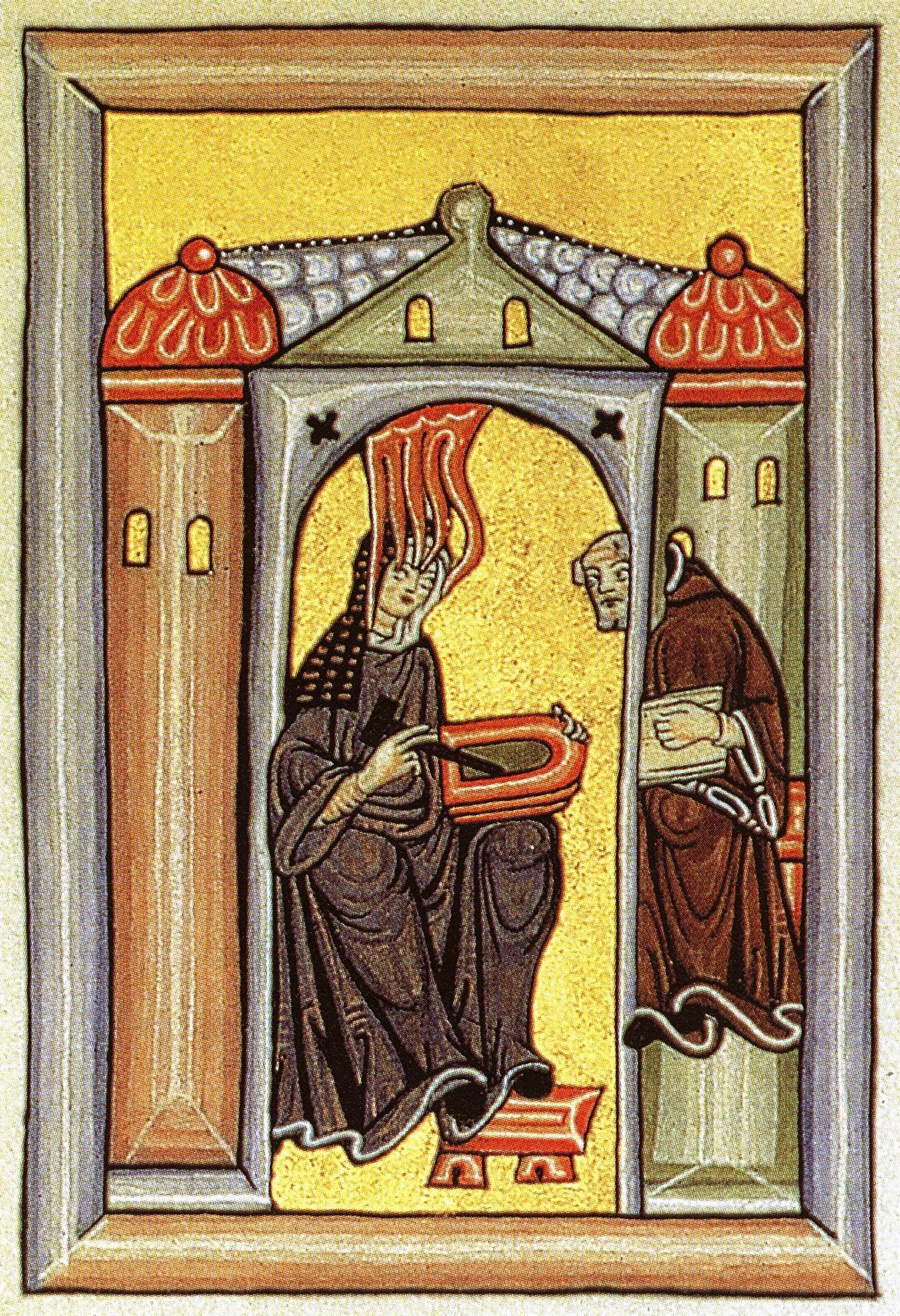